# Gabrielle Vassal
Gabrielle Maud Vassal (née Gabrielle Maud Candler et se faisant parfois appeler comtesse Gabrielle Von Hoenstadt) est une exploratrice, photographe et écrivaine franco-britannique.

## Biographie
Gabrielle Maud Candler naît en 1880 en Angleterre, elle est la fille d'un mathématicien. En 1903, elle épouse  Joseph Vassal, médecin colonial français, et elle le suit en 1904 en Indochine lorsqu'il est nommé à l'Institut Pasteur de Nha Trang en Indochine française. La ville de Nha Trang est alors une ville de 3000 âmes pour 30 Français qui vivent dans des maisons coloniales au milieu de la jungle luxuriante.
Elle explore d'abord les côtes annamites, puis effectue un voyage de 200 kilomètres dans les montagnes de l'intérieur du pays (pays Mnong) où elle prend de nombreuses photographies et elle collecte des plantes qu'elle envoie au British Museum. Son journal et ses observations sont publiées dans Le Tour du monde en 1911. Elle y raconte les longues expéditions à pied avec ses porteurs et quelques compagnons.
Elle visite ensuite le Tonkin, puis la Chine (Yunnan et Hong Kong), les Philippines et enfin l'Afrique-Équatoriale française.

## Œuvres[5]

### En français
- Mes trois Ans d'Annam (1912) préfacé par Émile Roux[6],
- Mon séjour au Congo français (1925) préfacé par Édouard Daladier, ministre des colonies,
- Mon séjour au Tonkin et au Yunnan (1928) préfacé par Charles Richet.
- Français, Belges et Portugais en Afrique équatoriale. Pointe-Noire, Matadi, Lobito (1931)

### En anglais
- On and off duty in Annam (1910)
- In and round Yunnan Fou (1922)
- French Equatorial Africa (1932)

### Photographies
- Toute une ribambelle d'enfants tout nus à Cuao Bê
- Tour principale du Temple Teram
- Tombeau d'un notable du village
- Temple de la déesse Po Nagar
- Sur la route du Lang Bian
- A sheltered corner of the bay
- Sau, à la lisière de la forêt
- Quand les bateaux de pêche rentrent au port
- Représentation de théâtre à Nha Trang

- Procession lors d'un mariage
- La princesse Thuyen-Hoa, tante de l'empereur actuel
- Les porteurs moïs, bien alignés, attendent le moment de la paie
- Pliées en deux, les bras et les jambes dans la boue, leur grand chapeau couvre toutes entières les femmes qui repiquent le riz
- Un père Moï apprend à son fils à se servir de l'arc
- On ne rencontre jamais un moï sans sa hotte où s'entassent le riz, les marmites et les poissons secs
- On improvise parfois des ponts qui n'ont rien de rassurant
- Nous rapportons notre prise. C'est une magnifique bête qui mesure 3m20 de longueur
- Notre maison est du type colonial assez commun en Indochine
- Notre convoi Moï se déroule dans les replis de la montagne
- Nos porteurs étaient de solides gaillards très différents des annamites
- The native market
- Le marché inondé
- Une manière de pêcher sur pilotis
- Un mandarin en voyage se fait accompagner par de nombreux soldats, serviteurs, etc.
- Les lobes des oreilles sont démesurément allongés; ils peuvent aller jusqu'à l'épaule et même atteindre le sein
- Jeune pêcheur annamite
- In a moï village
- Groupe d'annamites en train de manger
- Femmes repiquant du riz
- Une femme en costume d'intérieur
- Les enfants mirent ensuite les pots au soleil pour les faire sécher
- Les enfants annamites se tiennent souvent debout en triomphateurs sur les buffles pour leur faire passer le fleuve
- Les danses annamites furent suivies de la présentation de l'éléphant du Quan Bô, ou gouverneur de la province
- Dans les forêts de Suoi-Giao
- A dangerous search in the long grass
- Cuao Bê ne possédait même pas le débarcadère primitif des plus pauvres villages
- Le cortège nuptial entre dans le jardin de la mariée
- An Annamese woman with her children in our garden

- Trois femmes près d'un bateau à Hong-Kong
- Notre jardin faisait de grand progrès et nous était plus cher chaque jour
- Cinq hommes près d'une rivière
- Homme tirant à l'arc
- Famille de Philippins à la campagne
- Jeune femme portant des parures de bijoux
- Deux femmes assises se coiffant
- Jonque
- Deux Philippins
- Homme entouré de chiens
- Quai de gare
- Carnaval sur l'esplanade de Luneta à Manille

### Cartes
- Carte d'Asie du sud-est
- Map of China